# 국도 제133호선 (일본)

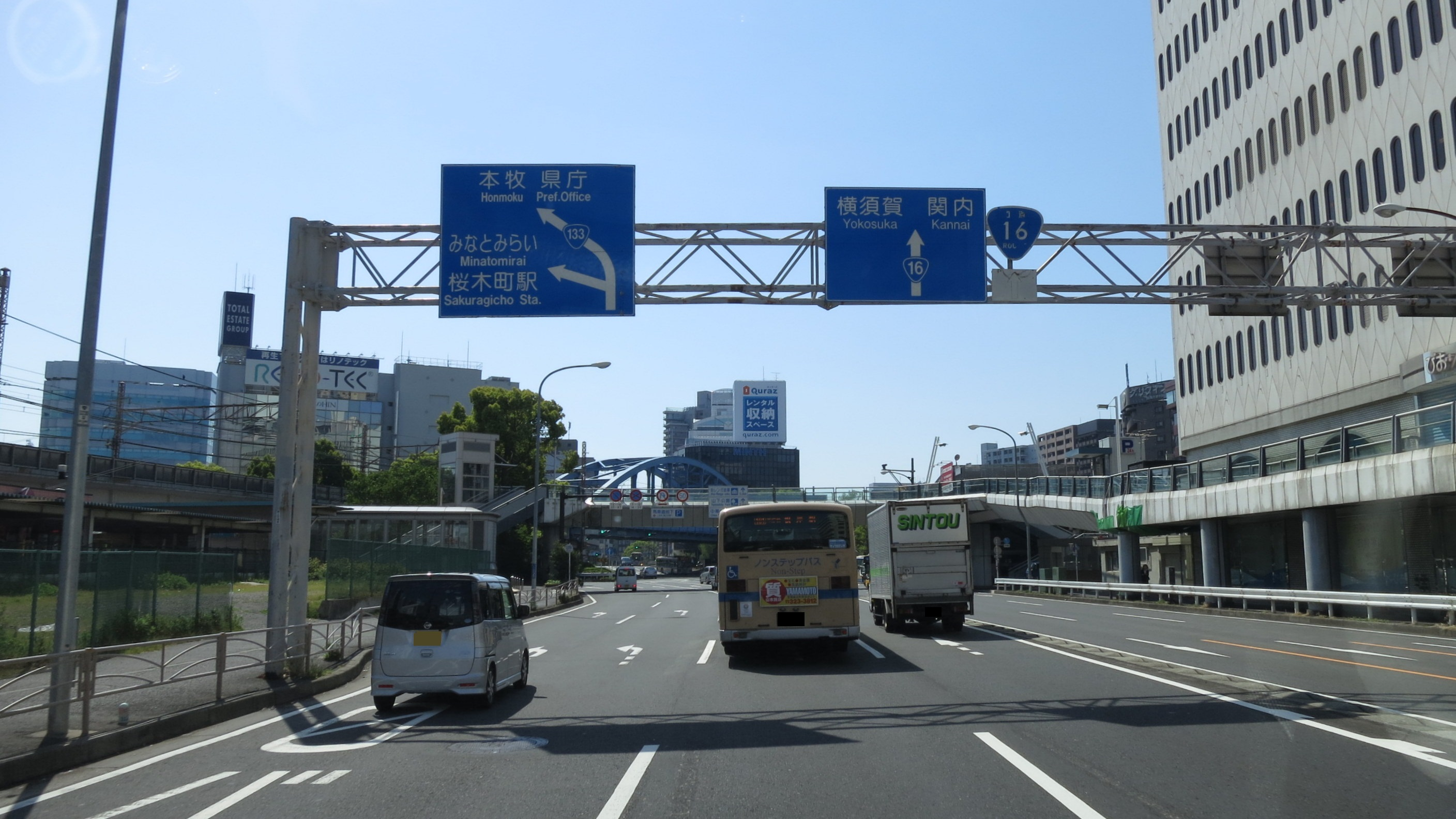
국도 133호선의 종점
요코하마시 나카구 사쿠라기정 1정목 교차로 일대
16번 국도가 만나는 분기점이다.

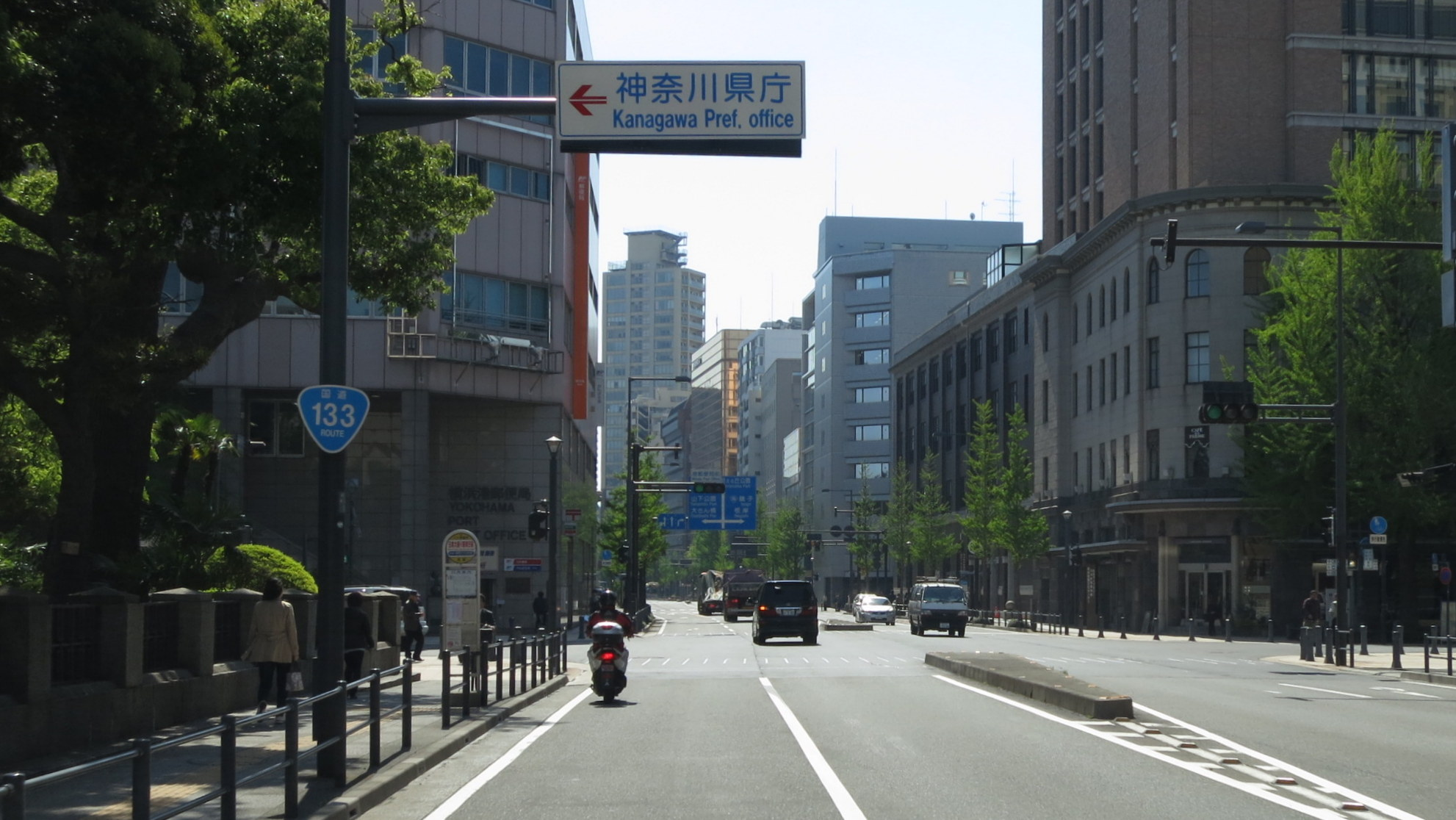
133번 국도
가나가와현청 부근 일대

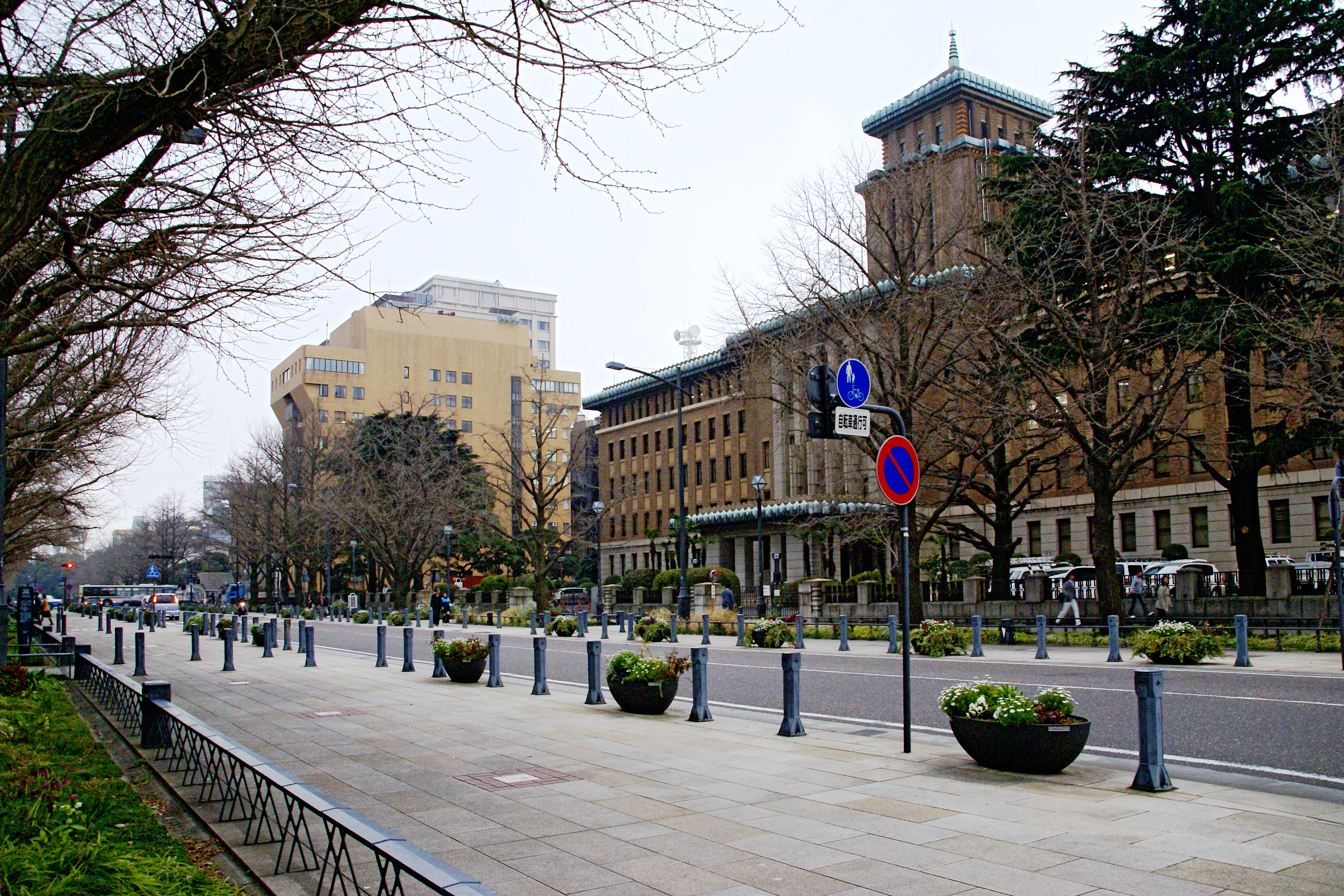
133번 국도
우측 건물은 가나가와현청이다.

국도 제133호선(일본어: 国道133号)은 가나가와현 요코하마시 나카구의 요코하마항과 사쿠라기정 1정목 교차로를 오가는 일반 국도이다. 그래서 이 도로가 미나토 국도 노선이기도 하다.

## 연혁
연혁은 1953년을 기준으로 적용되며, 1952년 이전의 기록은 배제한다.
- 1953년 5월 18일 : 2급 국도 133호선인 요코하마항 선(요코하마항 ~ 사쿠라기정)으로 지정되어 시행.
- 1965년 4월 1일 : 도로에 관한 법률이 개정되면서 1·2급의 구분이 사라짐과 동시에 일반 국도 133호로 다시 지정됨.

## 지리
- 벤텐바시(일본어판)라는 교량이 대표적인 시설로 자리매김된다.
- 통과하는 지자체 : 유일하게 가나가와현 요코하마시 나카구가 유일하다.
- 접촉 가능한 도로 : 국도 제16호선 (일본)
- 총 연장 : 1.4 km